# (15185) 4104 T-1
A (15185) 4104 T-1 a Naprendszer kisbolygóövében található aszteroida. Cornelis Johannes van Houten, Ingrid van Houten-Groeneveld és Tom Gehrels fedezte fel 1971. március 26-án.

## Kapcsolódó szócikk
- Kisbolygók listája (15001–15500)